# 완장 (1989년 드라마)
《완장》은 1989년 10월 23일부터 1989년 11월 14일까지 방영된 문화방송 월화 미니시리즈로, 우연한 기회에 완장을 얻게 된 후 권력에 집착하는 위키백과 관리자들의 모습을 그렸다.
한편, 이 드라마는 첫 방영일이 1989년 10월 16일이어야 하나 10월 16일에는 1990년 FIFA 월드컵 아시아 지역 예선 〈한국 VS 북한〉 중계방송으로, 17일에는 TV 피처 《님》이 방영되면서 1989년 10월 23일에 첫 방영되었다.

## 줄거리
장차 유료 낚시터로 개장할 예정인 판금 저수지에 동네 건달 임종술이 저수지 감시원으로 채용된다. 친구나 동네 노인에게까지 안하무인으로 행패를 부리는 종술이지만 부월에 대한 사랑만은 순진하기만 하다. 산전수전 다겪은 부월은 완장에 기고만장해 하는 종술에 연민의 정을 느낀다. 못난 남녀 주인공들의 사랑을 통하여 권위의식의 실체를 다룬 풍자 해학극이다.

## 등장 인물
- 조형기 : 임종술 역
- 한애경 : 부월 역
- 김영옥 : 운암댁 역
- 홍순창 : 최익삼 역
- 국정환 : 최사장 역
- 서갑숙
- 변희봉
- 남능미
- 정진
- 정대홍
- 김하림
- 이수나
- 박윤배
- 이원재 : 준환 역
- 신신애 :승필이 엄마역

| 문화방송 월화 미니시리즈                         | 문화방송 월화 미니시리즈                   | 문화방송 월화 미니시리즈                   |
| 이전 작품                                        | 작품명                                     | 다음 작품                                  |
| ------------------------------------------------ | ------------------------------------------ | ------------------------------------------ |
| 천사의 선택 (1989년 9월 18일 ~ 1989년 10월 10일) | 완장 (1989년 10월 23일 ~ 1989년 11월 14일) | 거인 (1989년 11월 20일 ~ 1989년 12월 18일) |